# اردمانهاوزن
اردمانهاوزن (به آلمانی: Erdmannhausen) یک شهر در آلمان است که در لودویگزوبورگ واقع شده‌است.

## خصوصیات
اردمانهاوزن ۴٬۷۹۵ نفر جمعیت دارد.